# Catumbi
O Catumbi é um bairro situado na Zona Central do município do Rio de Janeiro, no estado do Rio de Janeiro, no Brasil, fazendo limite com os bairros de Estácio, Cidade Nova, Centro, Santa Teresa e Rio Comprido. Seu índice de desenvolvimento humano, no ano 2000, era de 0,802, sendo o 93.º melhor entre os bairros do município.

## Topônimo
"Catumbi" é um termo derivado do termo tupi ka'á-t-übi, que significa "a folha azul". Significa tanto o nome de uma dança quanto o nome de um jogo de azar.

## História

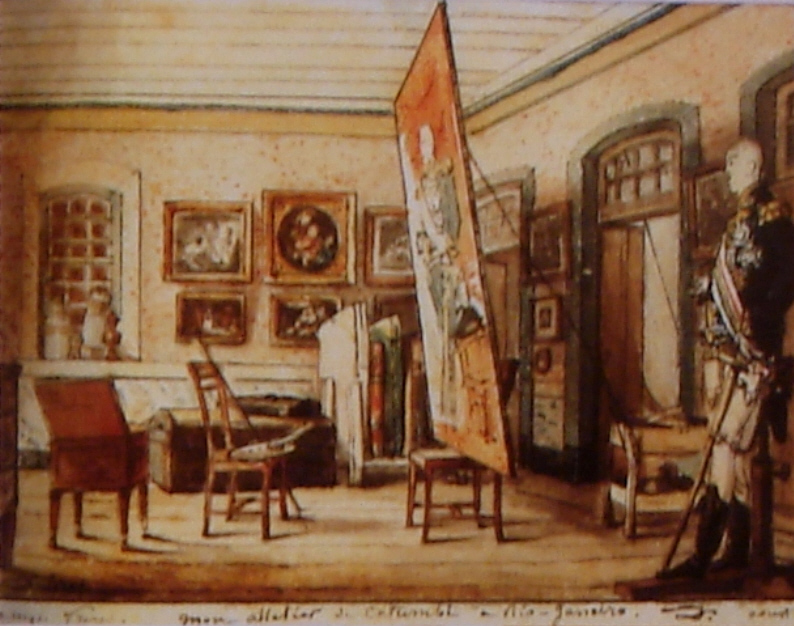
"Meu Ateliê do Catumby no Rio de Janeiro", quadro de Jean-Baptiste Debret de 1816

É um dos bairros mais antigos da cidade. Em seus primórdios, constituía-se em um vale úmido e sombreado por onde corria um rio nascido nas alturas do Morro de Santa Teresa, rio este que era aproveitado para irrigação das lavouras de cana-de-açúcar. Este rio se chama papa couve e ganhou este novo, pois quando o mesmo transbordava arrastava as plantações de couve que haviam em suas margens. Hoje o mesmo esta canalizado e passa por dentro do Cemitério do Catumbi onde pode ser visto.As plantações deram lugar a sobrados ainda à época colonial e, desse modo, em fins do século XIX, a região constituía-se em um arrabalde elegante de sobrados de classe média alta, como referido nas obras do escritor Machado de Assis, ou no maxixe "E Tome Polca", de Luís Peixoto e José Maria de Abreu. A partir do século XIX, ciganos começaram a se instalar no bairro, transformando-o num reduto dessa comunidade até os dias atuais.
A partir do século XX, com a expansão da malha urbana em outras direções, o bairro entrou em decadência. Na década de 1960, a construção do Túnel Santa Bárbara contribuiu para esse processo, transformando o bairro em um corredor de passagem, situação agravada nas décadas seguintes pelo processo de inchamento das comunidades de baixa renda que lhe são vizinhas. Este processo foi estudado pelos antropólogos Arno Vogel e Marco Antonio da Silva Mello e pelo urbanista Carlos Nelson Ferreira dos Santos no livro "Quando a Rua Vira Casa".

## Sociedade
Criminalidade
O bairro era conhecido devido às constantes guerras entre quadrilhas ligadas ao tráfico de drogas. No entanto, a instalação da Unidade de Polícia Pacificadora no Complexo de São Carlos, no vizinho bairro do Estácio (bairro do Rio de Janeiro), em fevereiro de 2011, tem gerado a expectativa de que o bairro diminua os seus índices de criminalidade. As UPPs dessa região, no entanto, já foram alvo de denúncias de corrupção, juntamente com a UPP de Santa Teresa. Uma pesquisa recente, de 2012, mostrou que a diminuição dos homicídios por conta das Unidades de Polícia Pacificadora é ínfima em toda a região metropolitana do Rio de Janeiro.

## Localidades
O bairro abriga o Cemitério de São Francisco de Paula, onde se encontram sepultados, entre outros, os músicos Francisco Manuel da Silva, Chiquinha Gonzaga e Catulo da Paixão Cearense, além de grandes titulares do Império, como o Visconde de Itamaraty, o Marquês de Olinda e o Visconde de Mauá.